# (14124) Kamil
(14124) Kamil (1998 QN60) – planetoida z pasa głównego asteroid okrążająca Słońce w ciągu 4,07 lat w średniej odległości 2,55 j.a. Odkryta 28 sierpnia 1998 roku.